# Акишев, Кемаль Акишевич
Кималь Акишевич Акишев (23 мая 1924 года, с. Баянаул, Павлодарский уезд, Казахская АССР, РСФСР, СССР — 10 августа 2003 года, Алматы) — советский и казахстанский археолог, один из основателей национальной школы, совершивший находку «Золотого человека».

## Биография
Происходит из подрода каржас (каз. қаражас) рода суйиндык (каз. cүйіндік) племени аргын (каз. арғын).
Участник Великой Отечественной войны.
Окончил КазГУ (1950).
С 1954 г. руководил Жетысуской, Северо-Казахстанской, Южно-Казахстанской археологической экспедициями. Собрал научные сведения об исторических памятниках Сарыарки, открыл «Золотого человека» в кургане Есик (V—VI в. до н. э.), курганы «Бесшатыр» (1957—61), Ишимские курганы, городище Бозок (VIII в.), памятники Отырара, имеющие всемирное значение.
С 1991 года главный научный сотрудник Института археологии им. А.Маргулана, заведующий кафедрой археологии, а с 2000 года заведующий кафедрой всемирной истории, археологии и этнологии Евразийского государственного университета имени Л. Н. Гумилева.
Скончался 10 августа 2003 года, похоронен на Центральном кладбище Алматы.

## Личная жизнь
Супруга — Ларина Екатерина Ивановна (1927—1991).
Сын — Алишер Кималевич Акишев (26 июня 1952 г.р.), археолог, востоковед, кандидат исторических наук.
Дочь — Акишева Зарина Кималевна (22 сентября 1956 г.р.)

## Награды и звания
Награждён орденом «Знак Почета», медалями «За боевые заслуги», «За победу над Германией в Великой Отечественной войне», орденом «Парасат», почетной грамотой Верховного совета Казахской ССР, его имя занесено в Золотую книгу почета Казахстана.
Лауреат Государственной премии имени Чокана Валиханова (1966). Лауреат Государственной премии Казахской ССР (1982). Член-корреспондент Германского археологического института (1982). Доктор исторических наук (1988),
Заслуженный деятель науки (1989).

## Сочинения
Автор более 200 научных трудов и 15 книг.
- Древняя культура саков и ycуней долины реки Или. — Алматы, 1963.
- Древняя культура Центрального Казахстана. — Алматы, 1966.
- Древний Отрар. — Д., 1970.
- Силуэты древних памятников (на каз. яз.). — Алматы, 1976.
- Курган Иссык. Искусство саков Казахстана. — М., 1978.